# Nerikes brandkår

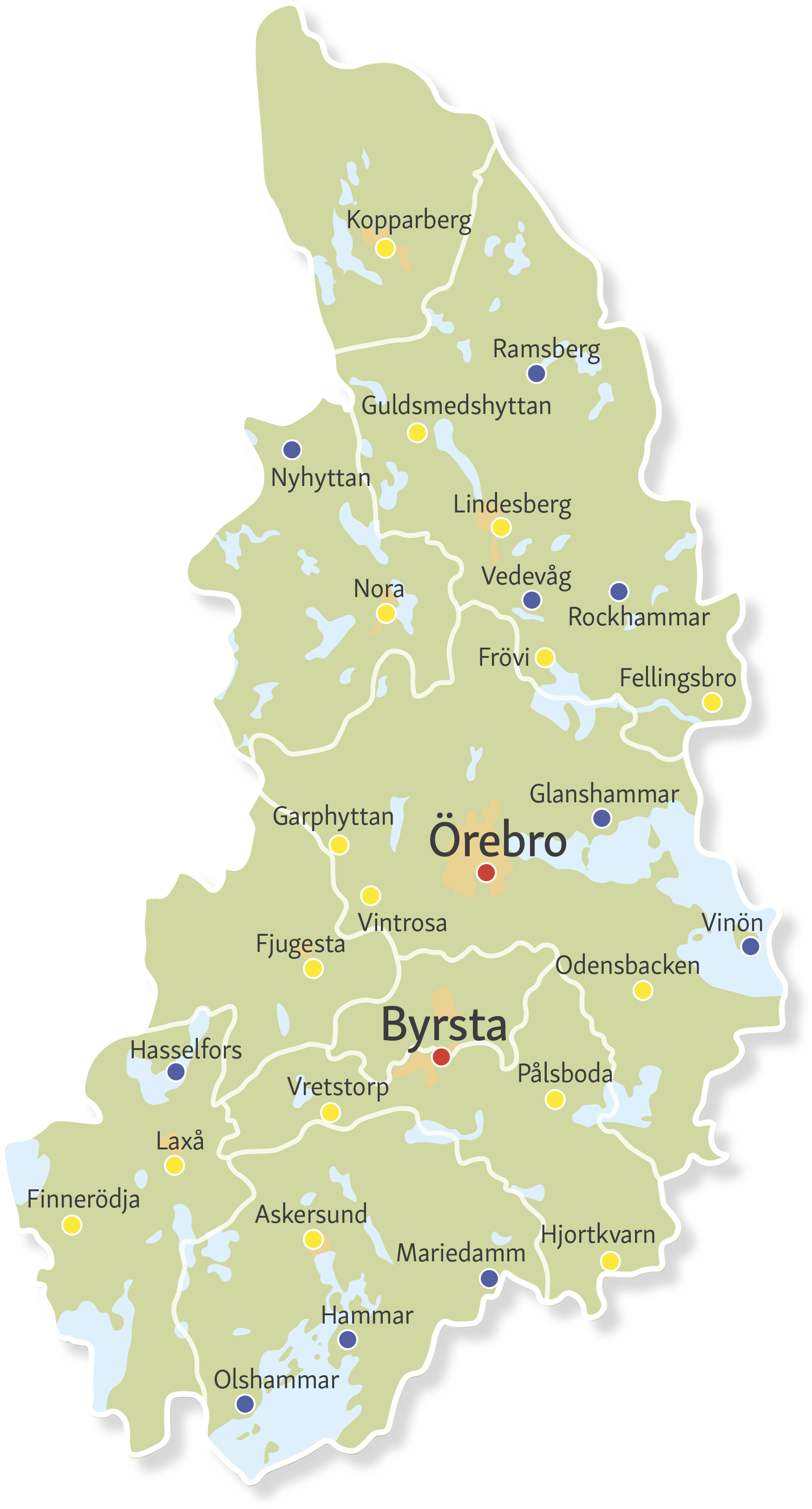
Nerikes brandkårs stationer

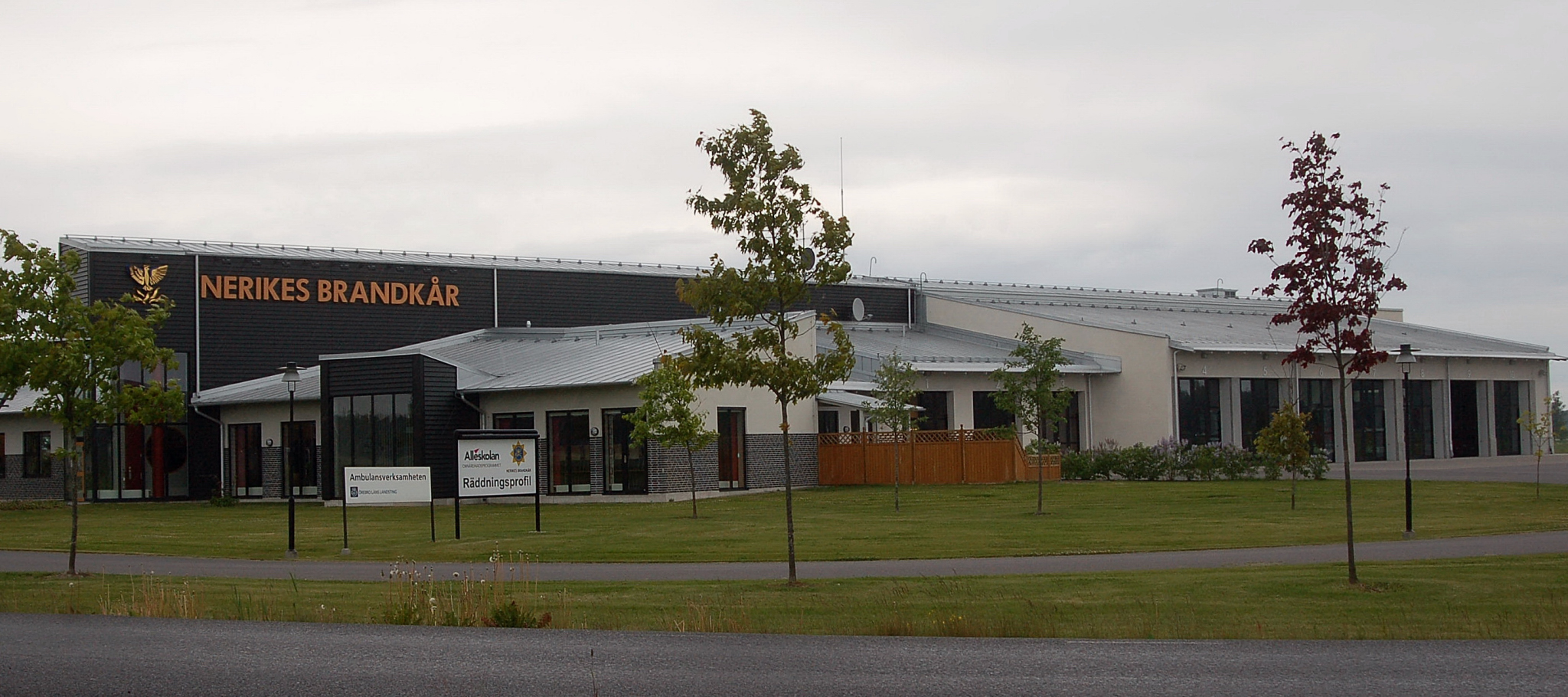
Nerikes Brandkårs station i Byrsta, mellan Hallsberg och Kumla.

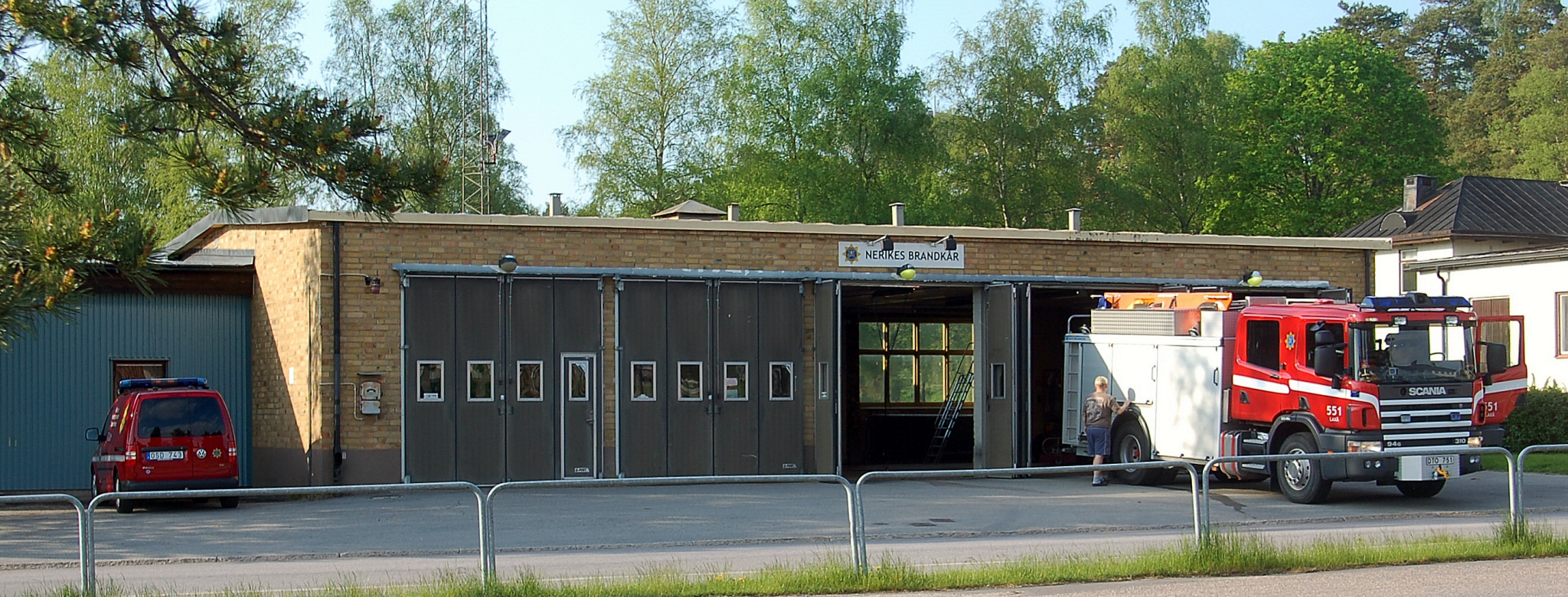
Nerikes Brandkårs station i Laxå.

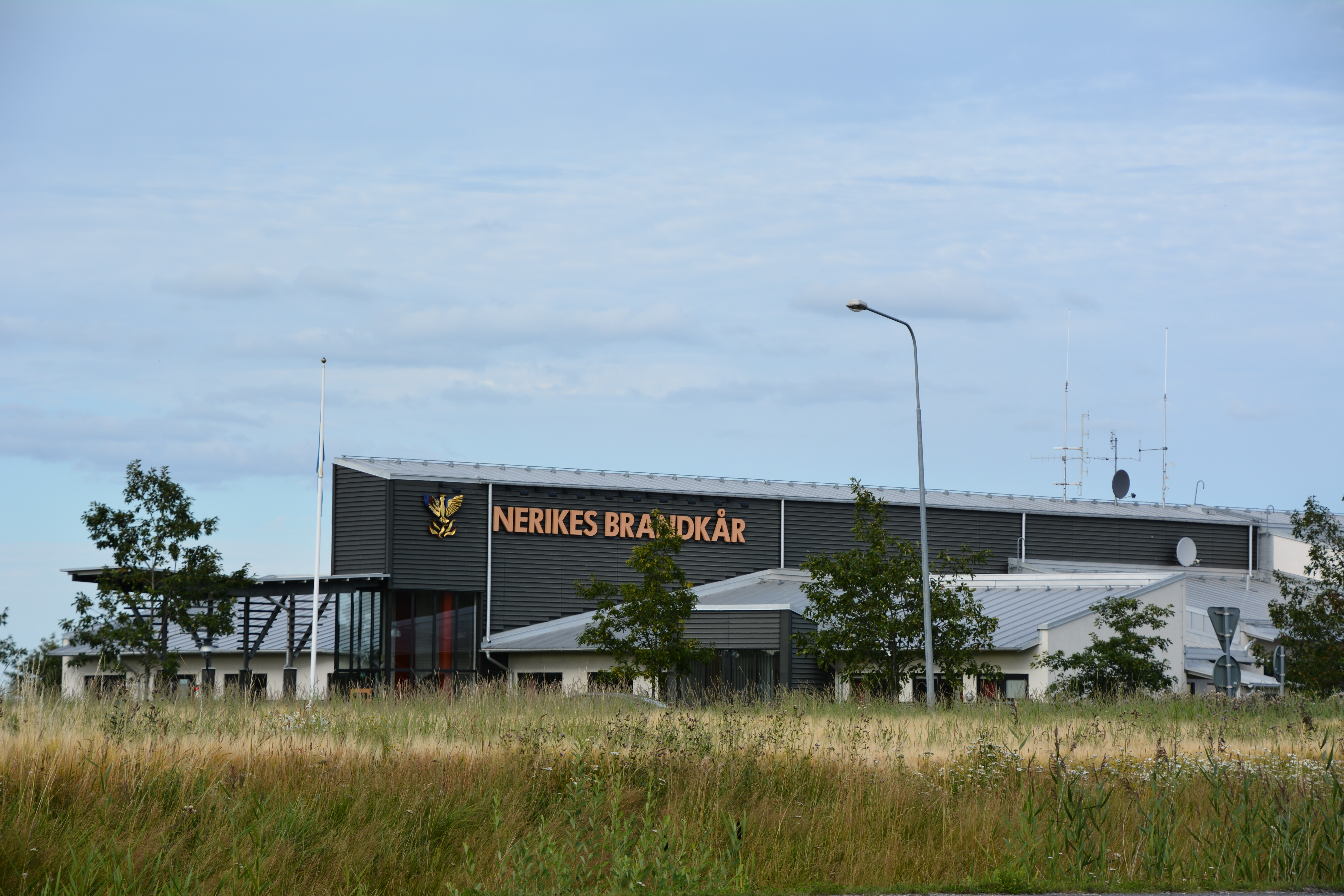
Byrsta brandstation.

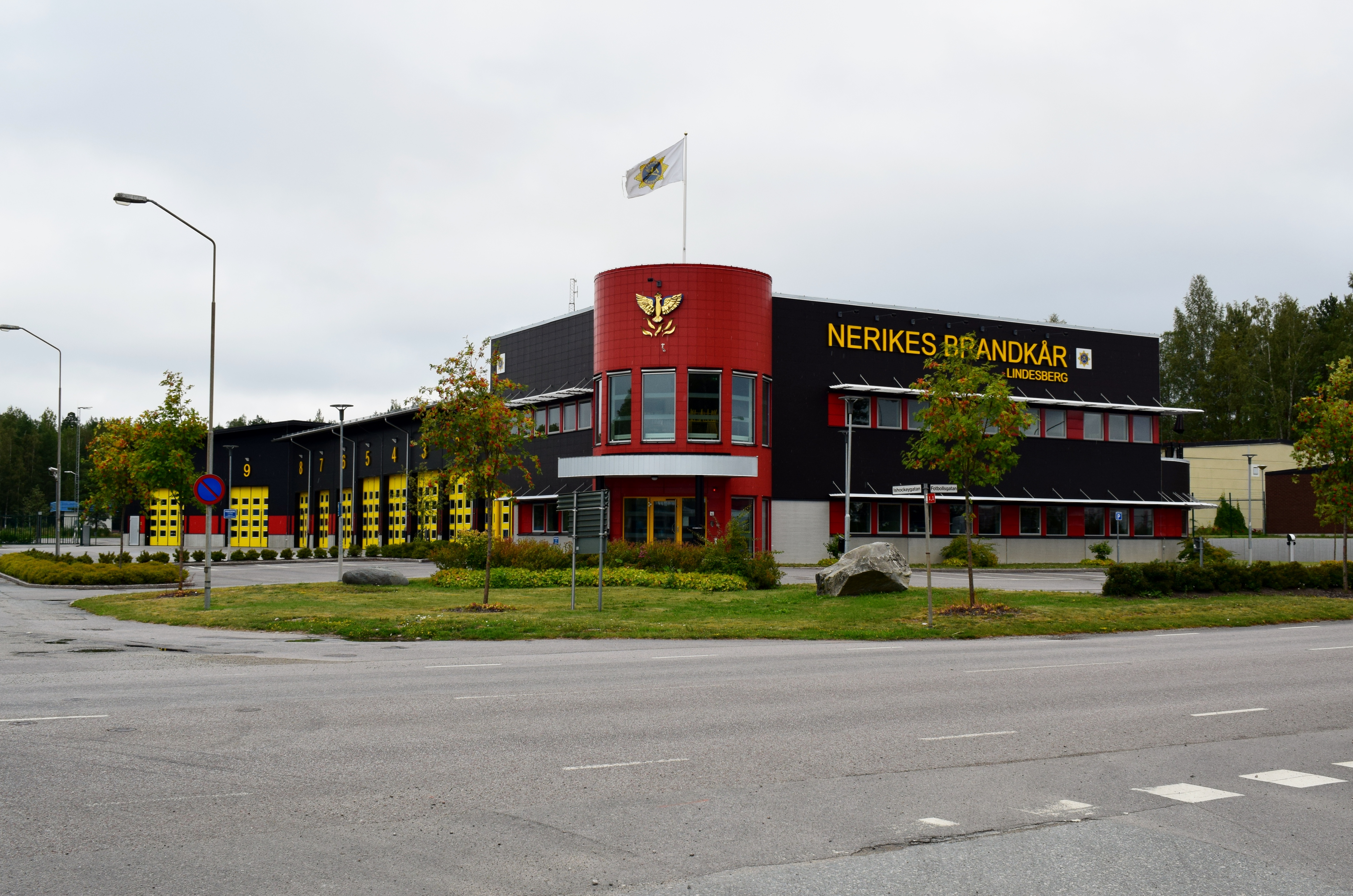
Nerikes Brandkårs station i Lindesberg.

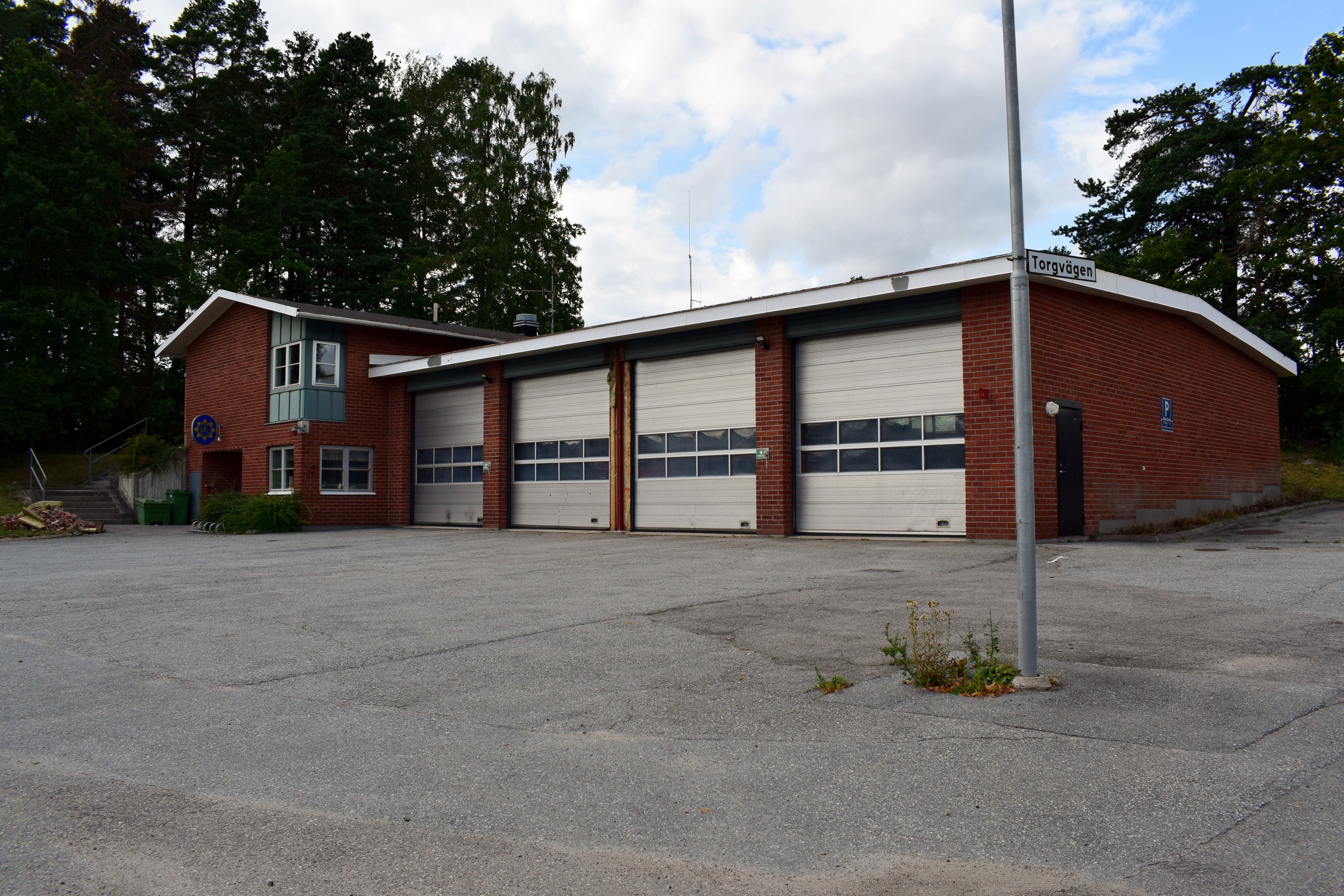
Nerikes Brandkårs station i Fellingsbro.

Nerikes Brandkår är ett kommunalförbund bildat 1998, och med nio kommuner som medlemmar. Kommunerna är Askersund, Kumla, Hallsberg, Laxå, Lekeberg, Lindesberg, Ljusnarsberg, Nora, Örebro. 

## Historik
1 januari 1998 bildades Nerikes Brandkår genom att brandförsvaret i Örebro, Kumla, Hallsbergs och Lekebergs kommuner gick ihop för att samverka om räddningstjänst och olycksförebyggande verksamhet. Den 1 januari 2001 tillkom Laxå, den 1 januari 2002 Askersund, den 1 januari 2010 Lindesberg och Nora och senaste medlemskommunen Ljusnarsberg den 1 januari 2018.  

## Verksamhet
Uppdraget för Nerikes Brandkår är att skapa trygghet för de som bor, verkar och vistas i medlemskommunerna. Verksamheten ska kontinuerligt bidra till en ökad riskmedvetenhet, minskad sårbarhet, färre olyckor och mindre skador i samhället. Nerikes Brandkår politiska ledning utgörs av en direktion, där samtliga kommuner som ingår i Nerikes Brandkår representeras av minst en ledamot.

## Stationer
Nerikes brandkår har två stationer med heltidsstyrkor men där majoriteten av stationerna utgörs av så kallade räddningspersonal i beredskap (RIB) samt räddningsvärn.
| Ort             | Typ av station | Byggd |
| --------------- | -------------- | ----- |
| Askersund       | RIB            | ????  |
| Byrsta          | Heltidsstation | 2005  |
| Byrsta          | RIB            | 2005  |
| Fellingsbro     | RIB            | ????  |
| Finnerödja      | RIB            | ????  |
| Fjugesta        | RIB            | ????  |
| Frövi           | RIB            | ????  |
| Garphyttan      | RIB            | ????  |
| Glanshammar     | Räddningsvärn  | ????  |
| Guldsmedshyttan | RIB            | ????  |
| Hammar          | Räddningsvärn  | 1964  |
| Hasselfors      | Räddningsvärn  | ????  |
| Hjortkvarn      | RIB            | ????  |
| Kopparberg      | RIB            | ????  |
| Laxå            | RIB            | ????  |
| Lindesberg      | RIB            | 2016  |
| Mariedamm       | Räddningsvärn  | ????  |
| Nora            | RIB            | ????  |
| Nyhyttan        | Räddningsvärn  | ????  |
| Odensbacken     | RIB            | ????  |
| Olshammar       | Räddningsvärn  | ????  |
| Pålsboda        | RIB            | ????  |
| Ramsberg        | Räddningsvärn  | ????  |
| Rockhammar      | Räddningsvärn  | ????  |
| Vedevåg         | Räddningsvärn  | ????  |
| Vintrosa        | RIB            | ????  |
| Vinön           | Räddningsvärn  | ????  |
| Vretstorp       | RIB            | ????  |
| Örebro          | Heltidsstation | 1994  |